# Edwin Kipchirchir Kemboi
Edwin Kipchirchir Kemboi (* 20. Juni 1984) ist ein österreichischer Marathonläufer kenianischer Herkunft.

## Werdegang
2011 wurde er Achter beim Verona-Marathon und siegte beim Graz-Marathon. Im Jahr darauf wurde er Vierter beim Gutenberg-Marathon, und 2013 stellte er als Neunter beim Rotterdam-Marathon mit 2:12:58 Stunden seine persönliche Bestzeit auf.
2014 erhielt er die österreichische Staatsangehörigkeit und im selben Jahr wurde er als Gesamtsieger des Salzburg-Marathons Österreichischer Meister. 
2015 kam er beim Dubai-Marathon auf den 20. Platz und verteidigte als Gesamtneunter beim Linz-Marathon seinen Meistertitel. Bei den Leichtathletik-Weltmeisterschaften in Peking belegte er den 32. Platz.
Mit seiner Ehefrau Anja Prieler gründete er 2013 die Sportagentur Kemboi Sports Communication.